# Марийское
Марийское — посёлок в Багратионовском районе Калининградской области. Входит в состав Гвардейского сельского поселения.

## История
В 1910 году в Вайссенштайне проживало 282 человека, в 1933 году — 339 человек, в 1939 году — 342 человека.
В 1946 году Вайссенштайн был переименован в поселок Марийское.

## Население
| 2002 | 2010 |
| ---- | ---- |
| 180  | ↘165 |